# Luah Galvão
Luah Galvão (São Paulo, 1973) é uma atriz, jornalista, comunicadora, palestrante e apresentadora, sendo atualmente uma das colunistas do portal Exame.

## Carreira
Luah Galvão iniciou a sua carreira como atriz através de passagens em alguns programas da TV Cultura e da TV Globo.
Em 2001 fez uma participação especial na terceira temporada da série Sandy & Junior, interpretando Malvina, a tia da personagem Bebel. No mesmo ano, protagonizou Maria Josefina na série Acampamento Legal da RecordTV.
Em 2002 fez uma participação especial na telenovela Marisol no SBT, interpretando Teca. Seu último trabalho como atriz pela televisão foi no seriado Vila Maluca na RedeTV!, apesar de ter participado do seriado Miguelito que mantinha os mesmos moldes. A partir daí, passou a participar de alguns filmes como O Casamento de Romeu e Julieta e O Veneno da Madrugada e alguns trabalhos em curtas como Super-Herói Fora de Série e Morando Sozinho. Em 2016 fez uma rápida participação na terceira temporada da série Que Talento! do Disney Channel.
Após os seus trabalhos como atriz, Luah passou a trabalhar como apresentadora na Rede Bandeirantes, além de comandar algumas premiações e palestras. Desde 2011 é colunista da revista Exame, na coluna O Que Te Motiva.

## Filmografia
| Ano       | Título                         | Personagem                           | Notas                                |
| --------- | ------------------------------ | ------------------------------------ | ------------------------------------ |
| 2000      | Miguelito                      | Dona Leopoldina (Dina) / Dona Carola |                                      |
| 2001      | Sandy & Junior                 | Malvina                              | Participação especial (3ª temporada) |
| 2001      | Retrato Falado                 | Participação especial                |                                      |
| 2001      | Acampamento Legal              | Maria Josefina (Zezé)                |                                      |
| 2002      | Marisol                        | Teca                                 | Participação especial                |
| 2004-2006 | Vila Maluca                    | Sibélia                              |                                      |
| 2004      | O Veneno da Madrugada          | Cassandra                            |                                      |
| 2005      | O Casamento de Romeu e Julieta | Aeromoça                             |                                      |
| 2005      | Senta que Lá Vem Comédia       | Participação especial                | Episódio A Partilha                  |
| 2006      | Super-Herói Fora de Série      | Psicóloga                            |                                      |
| 2007      | Onde Está Você                 | Apresentadora                        |                                      |
| 2008      | Telecurso                      | Várias personagens                   |                                      |
| 2010      | Morando Sozinho                | Miriam                               | Participação especial                |
| 2016      | Que Talento!                   | Tia Celina                           | Participação especial (3ª temporada) |

## Ligações Externas
- Luah Galvão. no IMDb.